# Mont Agel
Der Mont Agel ist ein 1148 m hoher Berg an der Grenze zwischen Frankreich und Monaco.

## Lage
Der Mont Agel liegt in der Region Provence-Alpes-Côte d’Azur und gehört zu den französischen Seealpen. Der Berg gehört zur Gemeinde Peille. Auf monegassischem Gebiet liegt der Chemin des Révoires, ein Fußweg, der bis auf 161 Meter Höhe führt und den höchsten Punkt Monacos bildet.

## Nutzung
An den Hängen des Berges liegt der Monte Carlo Golfclub. Auf 800 m Höhe steht der Sendemast Fontbonne. Auf dem Gipfel befindet sich auch die Luftwaffenbasis 943 Capitaine Auber der französischen Luftwaffe. Von hier aus werden Flugbewegungen im Osten Frankreichs beobachtet.